# Medicijnafhankelijke hoofdpijn
Medicijnafhankelijke hoofdpijn treedt op wanneer geneesmiddelen gebruikt worden bij de behandeling van hoofdpijn en dit geneesmiddel zelf hoofdpijn veroorzaakt door langdurig gebruik.
Veel migrainepatiënten maken overmatig gebruik van geneesmiddelen om hun migraine-aanval te stoppen. Het gevolg van overmatig gebruik van hoofdpijnmedicatie kan leiden tot chronische hoofdpijn.
Onder overmatig gebruik wordt verstaan:
- paracetamol of NSAID's, drie of meer dagen per week
- triptanen, twee of meer dagen per week
- ergotamine, een of meer dagen per week

Ook dagelijks gebruik van meer dan vijf cafeïnehoudende producten (koffie, thee, ijsthee, cola en chocolade) kan leiden tot chronische hoofdpijnklachten.
Medicijnafhankelijke hoofdpijn wordt gekenmerkt door chronische hoofdpijnklachten waarin geen patroon herkend kan worden. Veel patiënten ontwaken 's ochtends met hoofdpijn, of worden er 's nachts wakker van en nemen dan snel een nieuwe pijnstiller.
Bijkomend gevolg van deze chronische hoofdpijn is dat de preventieve migrainemedicatie die men inneemt niet meer of onvoldoende werkt.
Het doorbreken van deze vicieuze cirkel van medicatie is voor een spanningshoofdpijn- of migrainepatiënt zeer moeilijk. Men kan dit zelfstandig proberen maar incidenteel vereist het zelfs ziekenhuisopname waarbij de patiënt onder supervisie 'afkickt'. Er bestaan hier op diverse plaatsen gespecialiseerde hoofdpijnklinieken voor. Bij overmatig gebruik van vrij verkrijgbare pijnstillers zoals paracetamol of ibuprofen is het echter heel goed mogelijk dit zelf thuis te doen. De hoofdpijn wordt dan echter de eerste tijd (tot enkele weken) erger, waardoor de verleiding om toch weer de pijnstillers te gaan slikken groot is.